# Joel Lütolf
Pour les articles homonymes, voir Lütolf.
Joel Lütolf, né le 17 septembre 2000 à Sempach, est un skieur alpin suisse spécialisé dans les disciplines techniques, particulièrement le slalom.
Il fait partie du Cadre B de Swiss-Ski durant la saison 2022-2023.

## Biographie
Il grandit à Sempach, dans le canton de Lucerne, aux côtés de ses parents Yolanda et Beat et de son grand frère Yves. Il est cependant membre du ski-club nidwaldien de Bannalp-Wolfenschiessen. 
Il commence à skier avec son frère à Engelberg où la famille possède un appartement pour les vacances. Dès son inscription au ski-club, il est intégré à des groupes d'enfants beaucoup plus âgés. C'est notamment en rencontrant à Engelberg Beat Gisin, la père de Dominique et Michelle, que la famille Lütolf est convaincue que Joel doit commencer à faire de la compétition.
Il a intégré à 15 ans l’école secondaire de sport d'Engelberg et le Centre National de Performance, le parcours habituel pour les jeunes skieurs alpins de Suisse centrale le plus talentueux.[réf. nécessaire]

### Débuts
En 2016, il remporte la finale du combiné du Grand Prix Migros et le classement général de la Coupe Jeunesse. Il est également médaillé d'argent en géant au Trofeo Topolino,.

### Saison 2016-2017 : première course FIS
Il prend pour la première fois le départ d’une course FIS le 30 novembre 2016 lors du géant d’Arosa qu’il termine à la 34ème place. Dès le lendemain, lors du second géant organisé dans la station grisonne, il parvient à se classer au 18ème rang. Durant la saison, il se classe encore six fois dans le top30.

### Saison 2017-2018 : premier top10 FIS
Régulièrement classé dans le top30 au niveau FIS, dont 10 fois dans le top20, il réussit à intégrer pour la première fois le top10 en mars en prenant le 9e rang du Super G de Stoos, reproduisant la même performance quelques jours plus tard au géant de Hoch-Ybrig (9e).
Il devient champion de Suisse U18 en combiné et en Super G et on[Qui ?] compare volontiers son talent à celui d'un jeune skieur encore méconnu du nom de Marco Odermatt, d'autant plus qu'il gagne plusieurs médailles.

### Saison 2018-2019 : premier podium FIS
Treize fois dans le top10 au niveau FIS, il réussit ses six premiers podiums (4 en slalom, 1 en géant et 1 en Super G).
Il monte pour la première fois sur la boîte à l’issue du géant de Veysonnaz le 20 décembre (3e) puis une deuxième fois dès le lendemain pour le slalom (3e). Au printemps, il est 2ème en slalom à Meiringen, San Bernardino et Wildhaus puis en Super G à Zinal derrière le spécialiste de vitesse Yannick Chabloz.
Il est également sacré champion de Suisse U21 en Super G et en combiné et médaille d’argent en descente, à nouveau battu uniquement par Yannick Chabloz. 
Plus jeune skieur des cadres de Swiss-Ski pendant la saison (18 ans), il se déclare très satisfait de sa continuelle progression en slalom et se fixe pour objectif de disputer des épreuves de Coupe d'Europe la saison suivante.

### Saison 2019-2020 : début en Coupe d’Europe et première victoire FIS
Pendant l’été 2019, il dispute 9 courses en Nouvelle-Zélande entre fin août et début septembre, se classant quatre fois dans le top30 avec pour meilleur résultat la 6e place du slalom de Cardrona.
À la fin novembre, il prend son premier départ en Coupe d’Europe lors du slalom de Funäsdalen et se classe 42e. Début janvier, il entre pour la première fois dans le top30 avec le 22e rang au slalom de Vaujani.
Quelques jours plus tard, il remporte sa première victoire FIS au slalom d’Anzère, suivie d’une deuxième en février à San Bernardino. Il réussit pendant l’hiver à intégrer le top10 FIS à dix reprises au total dont 4 sur le podium.
Mi-février, il réussit son meilleur résultat de la saison en Coupe d’Europe avec la 16e place au combiné de Sella Nevea pour un total de cinq top30 au niveau continental.
Fin février, il est médaillé de bronze de géant aux championnats de Suisse U21.
Il prend part en mars aux Championnats du monde juniors à Narvik, disputant la descente et le Super G. Il a de réelles chances de médaille après sa 5e place dans le slalom du combiné mais le Super G du lendemain est annulé en raison de la pandémie du covid19[réf. nécessaire].

### Saison 2020-2021 : première victoire en Coupe d’Europe
Sa saison débute en novembre par les championnats de Suisse où il devient vice-champion de Suisse du slalom, battu uniquement par Noel von Grünigen, à Diavolezza.
Le lendemain, il est troisième du slalom FIS organisé sur la même piste, à nouveau devancé par Noel von Grünigen mais aussi par Filip Zubčić. Dans cette saison essentiellement consacrée à la Coupe d’Europe, il obtient une victoire en fin de saison au slalom de Saas-Fee.
Le 8 décembre 2020 à Zinal, il fête en Coupe d’Europe, non seulement son premier top10 et son premier podium, mais surtout sa première victoire en devançant notamment Luca Aerni (3e) et Justin Murisier (5e) dans le seul combiné de la saison. Il se classe encore trois fois dans le top10 durant la saison continentale, deux fois à Meiringen-Hasliberg en février (10ème et 6ème) et lors de la finale à Reiteralm (9ème), pour un total de sept top30.
Début mars, il participe aux championnats du monde juniors de Bansko, prenant la 10e place en Super G, et la 5ème en slalom (avec le 3e temps en première manche).
Fin mars, il devient vice-champion de Suisse du slalom, devancé uniquement par Ramon Zenhäusern, et vice-champion de Suisse du combiné derrière Sandro Simonet, avec le meilleur temps du slalom.

### Saison 2021-2022 : deuxième podium en Coupe d’Europe
Son début de saison est marqué par son 4ème rang (à 0″09 du podium) au Super G de Coupe d’Europe de Zinal à la fin novembre puis, début décembre par sa 4ème victoire au niveau FIS lors du premier slalom d’Adelboden, avant de prendre la 2ème place du second le lendemain.
En janvier, il monte pour la deuxième fois sur un podium de Coupe d’Europe en obtenant la 3ème place du slalom de Berchtesgaden, puis prend le 9ème rang du slalom de Vaugani.
Il est alors plusieurs fois pressenti pour être retenu dans la sélection suisse pour la Coupe du Monde, mais il va alors être atteint dans sa santé et devoir restreindre ses entraînements jusqu’à la fin de l’hiver. Fin février, il réussit néanmoins son quatrième top10 de la saison en Coupe d’Europe avec sa 8ème place au slalom d’Almåsa, où ses compatriotes Noel von Grünigen et Fadri Janutin signent un doublé helvétique, et dispute le slalom des finales de Coupe d'Europe à Soldeu.
En fin de saison, il s’illustre encore sur le circuit FIS dans trois disciplines différentes avec la victoire lors du slalom de Kronplatz comptant pour les championnats d’Italie, la 2ème place du Super G de Stoos et enfin la 5ème place du géant de St-Luc.

## Palmarès

### Coupe d'Europe
- Premier départ : 29 novembre 2019, slalom de Funäsdalen, 42ème
- Premier top30 : 5 janvier 2020, slalom de Vaujani, 22ème
- Premier top10, premier podium et première victoire : 8 décembre 2020, combiné de Zinal
- Meilleur résultat : victoire

- Total top10 : 8 (dernière mise à jour : mai 2022)
- Total podiums : 2 (dernière mise à jour : mai 2022)
- Total victoires : 1 (dernière mise à jour : mai 2022)

| Saison/Classement | Général | Général | Slalom | Slalom | Super G | Super G | Combiné | Combiné |
| Saison/Classement | Class.  | Points  | Class. | Points | Class.  | Points  | Class.  | Points  |
| ----------------- | ------- | ------- | ------ | ------ | ------- | ------- | ------- | ------- |
| 2019-2020         | 117e    | 51      | 48e    | 36     | -       | -       | 28e     | 15      |
| 2020-2021         | 27e     | 237     | 17e    | 126    | 60e     | 11      | 1er     | 100     |
| 2021-2022         | 27e     | 234     | 12e    | 143    | 18e     | 91      | -       | -       |

### Championnats du monde juniors
| Édition / Épreuve    | Descente | Super G | Slalom |
| -------------------- | -------- | ------- | ------ |
| Mondiaux 2020 Narvik | 21e      | 14e     | -      |
| Mondiaux 2021 Bansko | -        | 10e     | 5e     |

### Championnats de Suisse
Vice-champion de Suisse du slalom 2020
 Vice-champion de Suisse du slalom 2021
 Vice-champion de Suisse du combiné 2021

### Compétitions de jeunes

#### Championnats de Suisse U21
Champion de Suisse U21 de Super G 2019
 Champion de Suisse U21 de combiné 2019
 Vice-champion de Suisse U21 de descente 2019
 Troisième du géant U21 2020

#### Championnats de Suisse U18
Champion de Suisse U18 de Super G 2018
 Champion de Suisse U18 de combiné 2018

#### Trofeo Topolino
Médaille d'argent de géant 2016

#### Coupe Jeunesse
Vainqueur du classement général 2016

#### Grand Prix Migros
1 fois vainqueur du combiné